# Paul de Bethune

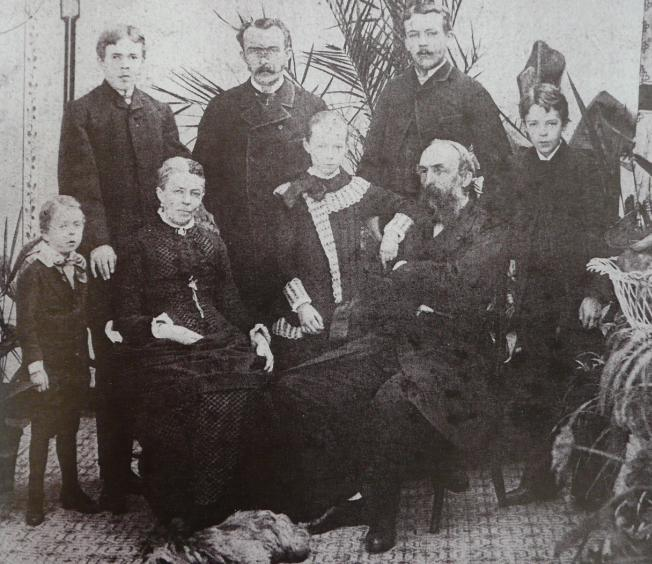
De familie Paul Bethune in de veranda van haar woning in de Pontstraat te Aalst.

Paul Valéry Jules (de) Bethune (Kortrijk, 13 mei 1830 - Aalst, 3 januari 1901) was een Belgisch senator.

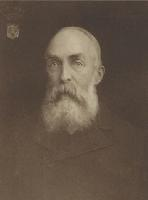
Een foto van Paul de Béthune.

## Levensloop
Paul Bethune (de 'de' werd pas na zijn dood weer in gebruik genomen door zijn kinderen, onder wie Léon de Bethune en Louis-Marie de Bethune), was de jongste zoon van baron Félix Bethune, burgemeester van Kortrijk en lid van het Nationaal Congres. Zijn vader was een welvarende handelaar die in 1845 in de adel was opgenomen.
In tegenstelling tot zijn oudere broer, de bekende architect Jean-Baptiste Bethune en zijn nakomelingen die in West-Vlaanderen bleven en er talrijke ambten bekleedden, vooral in het Kortrijkse, vestigde hij zich in Aalst. Dit had alles te maken met zijn huwelijk in 1856 met Adelaïde Eliaert (1835-1896), dochter van Cornelius Eliaert, die het kasteel van Overhamme in Aalst bezat, dat de woonst werd van het echtpaar Bethune-Eliaert. Het gezin kreeg zes zoons en een dochter. In het centrum van Aalst bezat het gezin ook een ruim herenhuis met een grote tuin. Dit neogotische huis was in 1875 ontworpen door zijn broer J.B. Bethune. Het wettelijk beschermde huis en de tuin maken nu deel uit van het Lyceum Aalst.
Bethune behaalde het doctoraat in de rechten (1853) en het doctoraat in de politieke en administratieve wetenschappen (1855) aan de Katholieke Universiteit Leuven. Van 1855 tot 1857 was hij advocaat aan de Balie van Brussel.
In 1870 werd hij senator voor het arrondissement Kortrijk in opvolging van zijn vader. Hij bleef dit mandaat uitoefenen tot aan zijn dood.  
In Oost-Vlaanderen was hij provincieraadslid (1860-1870) en gemeenteraadslid (1866-1895) en schepen (1889-1895) van Aalst.
In de Senaat was hij vaak voorzitter van senaatscommissies, zoals die van Landbouw, Industrie en Handel, van Financies en van Openbare Werken. Van 1892 tot aan zijn dood was hij vicevoorzitter van de Senaat.
Hij werd in het parlement opgevolgd door zijn zoons Léon de Bethune en Louis-Marie de Bethune.